# Grand National (Pleasure Beach, Blackpool)
Pour les articles homonymes, voir Grand National.
Grand National sont des montagnes russes en bois à anneau de Möbius du parc Pleasure Beach, Blackpool, localisées à Blackpool, dans le Lancashire, au Royaume-Uni.

## Statistiques
- Trains : 4 trains de 3 wagons. Les passagers sont placés par deux sur trois rangées pour un total de 18 passagers par train. Les trains ont été construits par Philadelphia Toboggan Coasters
- Historique : 	Le 20 mai 2004, un feu endommagea la station de Grand National et deux attractions toutes proches : Trauma Towers et Alice's Wonderland. Le Grand National a rouvert le 28 octobre 2004 après réparations.